# オーストラリアの映画
この項ではオーストラリア映画について述べる。

## 歴史

### 初期
オーストラリアの映画産業は好況と不況を繰り返してきている長い歴史がある。オーストラリア初の長編フィクション作品『The Story of the Kelly Gang』は1906年に製作されている。 
世界初の映画スタジオと言われることもあるライムライト・デパートメント(The Limelight Department)は1891年から1910まで救世軍の下、メルボルンに存在した。ライムライト・デパートメントは福音派に関する映画だけでなく、個人的な、また政府との契約も受けていた。19年の間にライムライト・デパートメントは300本もの映画を製作し、当時世界で最も大きな規模のスタジオであった。

### 1910年代のブーム
オーストラリアにおける初めてのブームは1910年代におこった。1910年には4本の長編映画が公開されたが、その数は翌年1911年には51本に急増、1912年には30本、第一次世界大戦の始まった1914年には再び4本に減少した。数の増減はあったものの、当時オーストラリアは世界中で最も映画産業が盛んな国の1つであった。
この映画産業の衰退については様々な説がある。ある歴史家は観客数の減少、オーストラリア産の映画に関する関心の欠如、第一次世界大戦への参戦などが影響したと見ている。しかしながら、大きな理由の一つとして、1912年に原住民に関する映画が禁止されたことが考えられる。代わりとなる作品を探していたオーストラリアの劇場は、オーストラリアで映画を製作すると、アメリカから映画を輸入するより高くつくことに気がついた。この状況を改善するため、1914年に連邦政府は映画の輸入に対して課税をはじめた。しかしこの税は1918年に廃止された。1923年には、オーストラリアで上映される映画の94%がアメリカ映画になってしまった。

### 1970年代から1980年代
1970年代、オーストラリア政府は自国の映画制作のために動き出した。1972年にはThe South Australian Film Corporation が、1975年にはAustralian Film Commissionがそれぞれ設立された。その結果、多くの優れた監督たちや俳優たちが現れ、オーストラリア独特の作品を生み出していった。その中でもピーター・ウィアーの『ピクニックatハンギング・ロック 』(1975)や ケン・ハンナムの『Sunday Too Far Away』(1975) といった作品は国際的に高い評価を得た。1970年代と1980年代はオーストラリア映画にとって黄金期とも言える時期となった。その他の目立った作品にはジョージ・ミラーのSF『マッドマックス』(1979)、ピーター・フェイマンのコメディ『クロコダイル・ダンディー』(1986)などがある。

## 映画産業の現在
オーストラリアの映画産業は、他の英語圏の国と同じくアメリカを相手に厳しい競争を強いられている。才能ある映画監督や俳優たちの多くはハリウッドに招かれ、その後オーストラリアに戻ってくることは稀である。
しかしながら、多くのアメリカの製作会社が、コストの安いオーストラリアにスタジオを構えるようになっている。そういったスタジオ - フォックス・スタジオ・オーストラリア (Fox Studios Australia)やワーナー・ブラザース・ムービー・ワールド (Warner Bros. Movie World) - は『マトリックス』や『スター・ウォーズ エピソード2/クローンの攻撃』、『スター・ウォーズ エピソード3/シスの復讐』をオーストラリアで製作している。 

### オーストラリア人の活躍
オーストラリア映画界は多くの映画監督や俳優を輩出している。そういった人物にはヒューゴ・ウィーヴィング、ポール・ホーガン、サム・ニール、メル・ギブソン、ガイ・ピアース、ケイト・ブランシェット、トニ・コレット、ニコール・キッドマン、ナオミ・ワッツ、ジュディ・デイヴィス、ジェフリー・ラッシュ、ラッセル・クロウ、ヒュー・ジャックマン、ヒース・レジャー、エリック・バナ、ピーター・ウィアー、マリオ・アンドレアッシオ、バズ・ラーマン、フィリップ・ノイス、ジリアン・アームストロングなどがいる。